# Manxukuo
Manxukuo (en xinès tradicional: 滿洲國; en xinès simplificat: 满洲国; en pinyin: Mǎnzhōuguó; en japonès: 滿洲国; en romaji: Manshūkoku; en català Manxúria) fou un estat titella de l'Imperi Japonès tot i que formalment independent, que existí entre els anys 1932 i 1945. S'estenia entorn de les regions actuals de la Xina del Nord-est i la Mongòlia Interior.
El territori, normalment conegut com a Manxúria tant per als occidentals com per al japonesos, era originalment d'on provenien els manxús incloent-hi la dinastia Qing que regnà a l'Imperi xinès entre 1644 i 1912. Manxúria fou conquerida pels japonesos el 1931 arran de l'Incident de Mukden. Tot i que els japonesos ja tenien certa influència en aquell territori des de la guerra russojaponesa dels anys 1904-1905, Japó va utilitzar aquell incident com el pretext per proclamar la independència de Manxúria amb l'antic emperador xinès Pu Yi com a cap d'Estat del nou país.
El govern de Manxukuo fou abolit l'agost del 1945 amb la fi de la Segona Guerra Mundial i que el país fos ocupat per l'Exèrcit soviètic. Inicialment els territoris conquerits foren administrats per la Unió Soviètica fins que un any després van passar a administració xinesa.

## Geografia

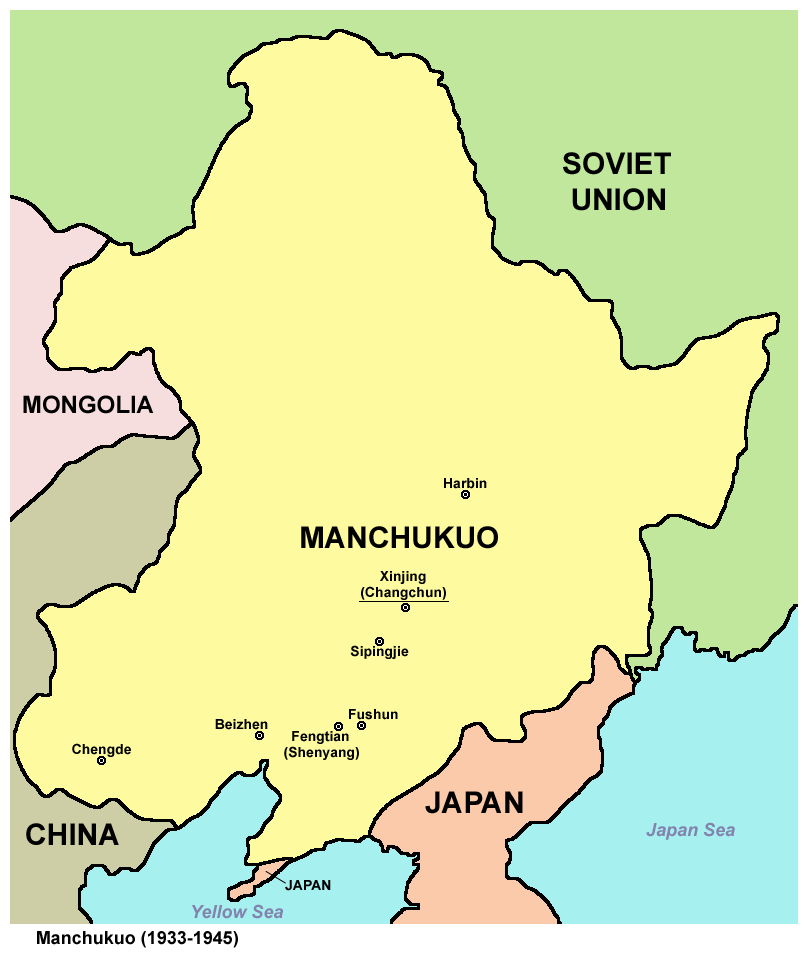
Imperi de Manxukuo, entre 1933 i 1945, amb Corea formalment annexionada a l'Imperi Japonès.

### Divisions administratives
La divisió administrativa de Manxukuo va evolucionar amb el temps, a mesura que augmentava la influència japonesa en la política del país. fou organitzat en catorze províncies (省) i dues municipalitats especials (特別市).
| #  | Província | Província    | Capital  | Capital  | Províncies de l'estat Manxú |
| #  | Català    | Xinés        | Català   | Xinés    | Províncies de l'estat Manxú |
| 1  | Hsinking  | 新京特別市   | Hsinking | 新京     | Províncies de l'estat Manxú |
| 2  | Harbin    | 哈爾浜特別市 | Harbin   | 哈爾濱   | Províncies de l'estat Manxú |
| 3  | Andong    | 安東省       | Andong   | 安東市   | Províncies de l'estat Manxú |
| 4  | Fengtian  | 奉天省       | Fengtian | 奉天市   | Províncies de l'estat Manxú |
| 5  | Jinzhou   | 錦州省       | Jinzhou  | 錦州市   | Províncies de l'estat Manxú |
| 6  | Jilin     | 吉林省       | Jilin    | 吉林市   | Províncies de l'estat Manxú |
| 7  | Rehe      | 熱河省       | Rehe     | 承徳県   | Províncies de l'estat Manxú |
| 8  | Jiandao   | 間島省       | Jiandao  | 延吉市   | Províncies de l'estat Manxú |
| 9  | Heihe     | 黒河省       | Heihe    | 黒河市   | Províncies de l'estat Manxú |
| 10 | Sanjiang  | 三江省       | Kiamusze | 佳木斯市 | Províncies de l'estat Manxú |
| 11 | Longjiang | 龍江省       | Qiqihar  | 斉斉哈爾 | Províncies de l'estat Manxú |
| 12 | Binjiang  | 濱江省       | Harbin   | 哈爾浜市 | Províncies de l'estat Manxú |
| 13 | Xing'an   | 興安総省     | Hailar   | 興安街   | Províncies de l'estat Manxú |

## Història
Manxúria va estar sota una forta influència russa a causa de la construcció del ferrocarril a Vladivostok. Japó va reemplaçar aquesta influència russa després de la guerra russo-japonesa de 1904, i va instal·lar la línia Mandchou Sud en 1906 fins a Port Arthur (en japonès; Ryojun). Entre la Primera i la Segona Guerra Mundial, Manxúria es transformà en un camp de batalla política i militar. La influència japonesa s'estén després del caos de la Revolució Russa, però l'URSS va reprendre parcialment el control a partir de 1925. La industrialització i militarització en curs del Japó havien comportat una creixent dependència de les importacions de petroli i metalls dels Estats Units, però les sancions que van impedir el comerç amb els Estats Units van donar com a resultat que el Japó afavorís la seva expansió al territori de la Xina i el sud-est asiàtic. L'Exèrcit imperial japonès va envair Manxúria el 18 de setembre de 1931, immediatament després de l'incident de Mukden.
Al final de la guerra, Japó va establir l'estat titella de Manxukuo com a independent de la Xina el 18 de febrer de 1932, sota el nom de Gran Imperi Manxú. Changchun va ser escollida com a capital i rebatejada com a Xinjing o "Nova capital", i Pu Yi fou nomenat pels japonesos el seu governant. La ocupació va durar fins a l'èxit de la Unió Soviètica i Mongòlia amb l'operació ofensiva estratègica de Manxúria a mitjans d'agost de 1945, cap al final de la Segona Guerra Mundial.
Aquest estat va ser un estat colonial, produint veritables crims de guerra. Un dels més destacats és l'esquadró 731. Una unitat camuflada a la ciutat de Harbin com mòdul de purificació de l'aigua. Operava com a contrapropaganda de l'incipient Partit Comunista, promovent la supremacia racial japonesa. En aquest sentit, amb forces paral·lelismes amb les SS Alamanes. El Laboratori d'Investigació i Prevenció de malalties infeccioses del Ministeri Polític del Kempeitai es va convertir en un òrgan d'experimentació. Centenars de milers de civils, principalment Xinesos i també Russos i Coreans van ser (subjecte) d'experimentacions infrahumanes. Tanmateix, hi ha evidència de l'experimentació amb armes biològiques.
Com que la invasió va atreure una gran atenció internacional, la Societat de Nacions va crear la Comissió Lytton per avaluar la situació, i l'organització va presentar les seves conclusions a l'octubre de 1932. Les seves troballes i recomanacions que el titella japonès L'estat de Manxúkuo no va ser reconegut i el retorn de Manxúria a la sobirania xinesa va provocar que el govern japonès es retirés de la Societat de Nacions.

## Exèrcit
El govern de Manxukuo era totalment pro-japonès. Les Forces armades manxús estaven formades per: l'Armada Imperial de Manxukuo, l'Exèrcit Imperial de Manxukuo, i la Força Aèria Imperial de Manxukuo

## Població de les principals ciutats
- Yingkow (119,000 o 180,871 el 1940)
- Mukden (339,000 o 1,135,801 el 1940)
- Changchun (126,000 o 544,202 el 1940)
- Harbin (405,000 o 661,948 el 1940)
- Dairen (400,000 o 555,562 el 1939)
- Antung (92,000 o 315,242 el 1940)
- Kirin (119,000 o 173,624 el 1940)
- Tsitsihar (75,000 el 1940)

## Banderes de Manxukuo

Bandera de la Guàrdia Costanera
Bandera de l'Emperador de Manxukuo.
Bandera de la Marina de Manxukuo
Bandera del servei de Correus de Manxukuo
Bandera de Guerra i Senyera Naval